# Riff-Raff
Riff-Raff – brytyjski film z 1990 roku.

## Treść
Główny bohater, Steve, jest jednym z robotników, pracujących na czarno na budowie. Płace są niskie, a pracodawca nie przejmuje się bezpieczeństwem pracy. Jednak Steve, podobnie jak jego koledzy nie widzą innego wyjścia niż trzymanie się tej pracy. 

## Główne role
- Robert Carlyle - Patrick 'Stevie' Logan
- Emer McCourt - Susan
- Ricky Tomlinson - Larry
- Jimmy Coleman - Shem
- George Moss - Mo
- Ade Sapara - Fiaman
- Derek Young - Desmonde

## Nagrody i wyróżnienia
- 1991: Europejska Nagroda Filmowa dla najlepszego filmu